# NGC 3766
NGC 3766 is een open sterrenhoop in het sterrenbeeld Centaur. Het hemelobject werd in 1751 ontdekt door de Franse astronoom Nicolas Louis de Lacaille.

## Synoniemen
- OCL 860
- ESO 129-SC27